# Halopteris billardi
Halopteris billardi is een hydroïdpoliep uit de familie Halopterididae. De poliep komt uit het geslacht Halopteris. Halopteris billardi werd in 1951 voor het eerst wetenschappelijk beschreven door Vannucci. 